# La Vache et le Prisonnier
 (mars 2022).
Si vous disposez d'ouvrages ou d'articles de référence ou si vous connaissez des sites web de qualité traitant du thème abordé ici, merci de compléter l'article en donnant les références utiles à sa vérifiabilité et en les liant à la section « Notes et références ».
Pour plus de détails, voir Fiche technique et Distribution.
La Vache et le Prisonnier est un film franco-italien réalisé par Henri Verneuil en 1959.

## Synopsis

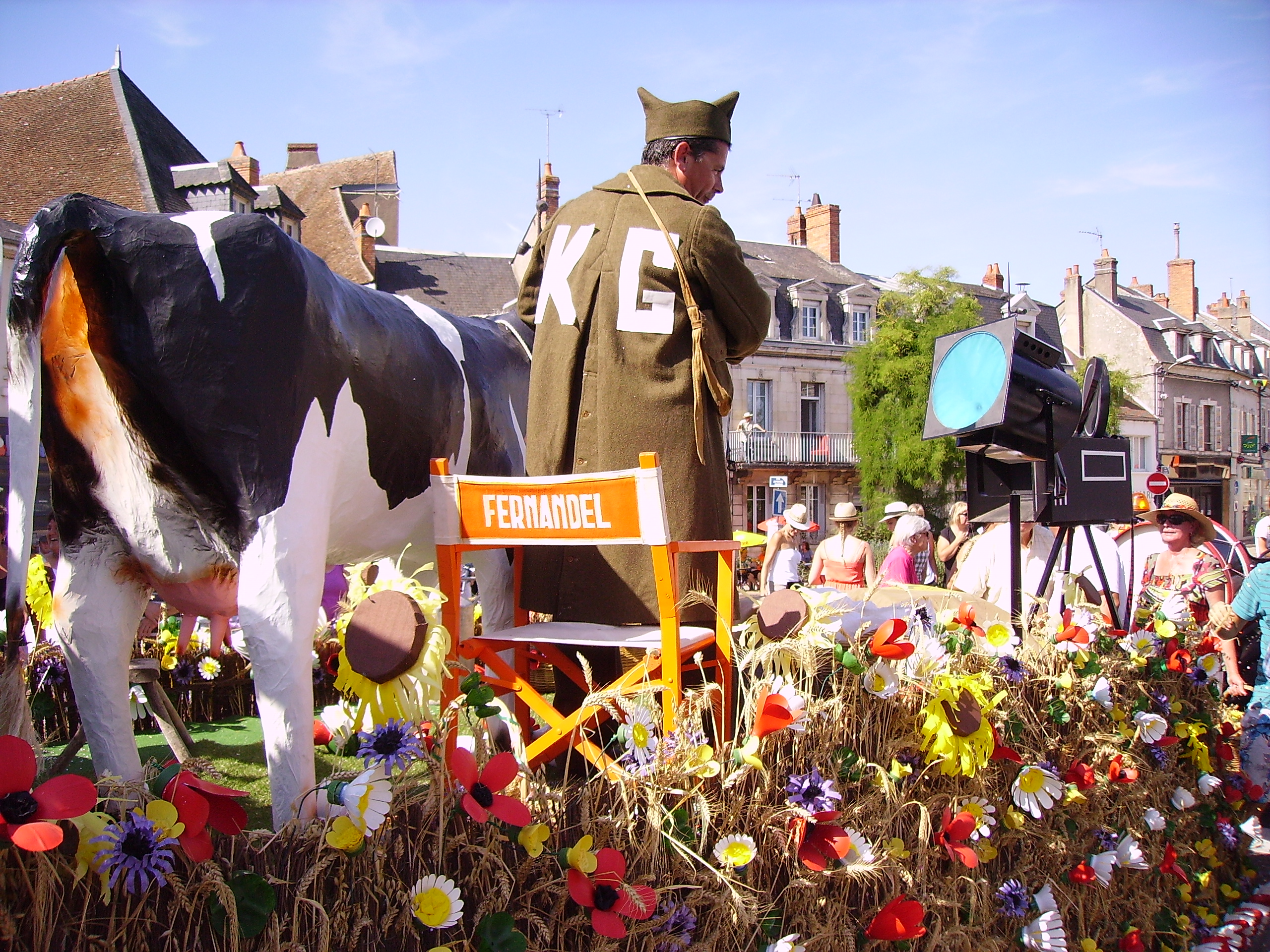
Un char fleuri inspiré du film lors d'un comice agricole à Cosne-Cours-sur-Loire en 2015

En 1943, Charles Bailly (Fernandel), un Français prisonnier de guerre en Allemagne pendant la Seconde Guerre mondiale, décide de s'évader de la ferme où il est employé. Sa ruse, grossière et folle en apparence, consiste à traverser le pays, la vache Marguerite tenue au licol et un seau de lait dans l'autre main.
Ayant presque réussi, il se sépare de l'animal, non sans lui avoir promis de ne plus jamais « manger de veau ». Il se dissimule sous un train pour franchir la frontière germano-française.
Alors qu'il se retrouve à la gare de Lunéville, il prend la fuite devant deux policiers français, et saute dans un train qui, à son insu, est en partance pour l'Allemagne. Ce n'est que deux ans plus tard que cet héroïque anti-héros reviendra de captivité « comme tout le monde ».

## Fiche technique
- Titre original français : La Vache et le Prisonnier
- Titre italien : La vacca e il prigioniero
- Titre anglais: The Cow and I
- Titre allemand: Ich und die Kuh
- Réalisation : Henri Verneuil
- Scénario : d'après un récit de Jacques Antoine
- Adaptation : Henri Verneuil, Henri Jeanson, Jean Manse
- Dialogue : Henri Jeanson
- Assistant réalisateur : Ulrich Picard
- Images : Roger Hubert
- Opérateur : Adolphe Charlet
- Montage : Jacques Cuenet
- Décors : Franz Bi, Max Seefelder, Jacques Chalvet
- Musique : Paul Durand
- Son : Antoine Petitjean
- Photographe de plateau : Fred Rotzinger
- Script-girl : Lucile Costa
- Régisseur général : Harry Dettman
- Production : Da-Ma Cinematografica (Rome), Les films du Cyclope (Paris)
- Pays de production :  France -  Italie
- Chef de production : Roland Girard
- Directeur de production : Walter Rupp, René G. Vuattoux
- Distribution : Pathé Consortium
- Format : 35 mm, noir et blanc
- Tournage du 8 juin au 15 août 1959 en Allemagne, dans le Bade-Wurtemberg et en Bavière, et en Ardèche dans le village d'Alboussière[1]
- Genre : Comédie dramatique
- Durée : 119 minutes
- Date de sortie : 
  - France - 16 décembre 1959

## Distribution
- Fernandel : Charles Bailly
- René Havard : Bussière
- Bernard Musson : Pommier
- Maurice Nasil : Bertoux
- Ellen Schwiers : Josépha dite Marlène, la fermière
- Ingeborg Schöner : Helga
- Albert Rémy : Collinet, le prisonnier du stalag
- Pierre-Louis : Hauptmann Müller, un évadé déguisé en militaire allemand
- Richard Winckler : Hauptmann Rupp, l'autre évadé
- Franziska Kinz : la mère d'Helga
- Benno Hoffmann : le garde du camp
- Heinrich Gretler : Bockmann, le fermier à la camionnette
- Til Kiwe : l'officier qui traduit
- Hugo Lindinger : le soldat qui compte les prisonniers
- Marcel Rouzé
- Franz Muxeneder (coupé au montage)
- Marguerite : la vache

## Production

### Tournage
Les rapports entre Henri Verneuil et Fernandel  furent difficiles, les exigences de l'acteur exaspérant le réalisateur à ce point que ce dernier regretta de ne pas avoir confié le rôle à Bourvil.
Après le tournage, la vache devait être rendue et envoyée à l'abattoir. Henri Verneuil s’y opposa farouchement et lui trouva un pré en Normandie où elle put finir sa vie tranquillement.

## Exploitation et accueil

### Box-office
Il s'agit du plus grand succès au box-office français de l'année 1959 avec 8 851 241 entrées,,.

### Postérité
La Vache et le Prisonnier marque la culture populaire française. Le prénom « Marguerite » devient couramment donné aux vaches par les éleveurs,,.
Le film devient un classique de la télévision française, régulièrement rediffusé,. Il s'agit du premier long métrage français à être colorisé ; cette nouvelle version est dévoilée le 23 septembre 1990 sur TF1 et réalise une audience exceptionnelle de 14,05 millions de téléspectateurs,.

## À noter
- Le trajet de Charles Bailly part vraisemblablement de Bavière (« on décidait de passer notre première nuit, sous ces beaux arbres, tout près du lac de Tegernsee, ou peut-être Würmsee ou Ammersee, je ne me souviens plus très bien. » (33-34 min)). Le lieu suivant explicitement mentionné est le Danube, sur lequel un pont a été détruit par des bombardements Alliés. Le prisonnier passe ensuite à Esslingen (« Esslingen était la seule ville qui fît partie de mon itinéraire » (90 min)), avant de rejoindre la gare de marchandises de Stuttgart, où il se cache dans un train qui transporte des caisses de munition en destination vers la France.
- Une histoire quelque peu comparable se trouve dans le roman La perruche bleue de Jacques Antoine, pp.211-216: Mimile, "type parfait du titi parisien", prisonnier de guerre en Bavière, d'abord dans un stalag, puis chez un gros paysan, s'enfuit avec une vache qu'il baptise "Dorothée" vers la Suisse. Seul obstacle pour traverser la frontière: le manque de papiers vétérinaires pour la vache.
- Pour égayer leurs soirées, le prisonnier Bertoux déclame des poèmes érotiques : Les Bijoux de Charles Baudelaire et Chansons pour elle, X de Paul Verlaine.
- Lors du tournage du film, Fernandel est âgé de 56 ans, alors que les mobilisés en 1940 étaient âgés de 20 à 45 ans légalement. Mais au vu de son interprétation, le public ne portera pas attention à ce détail. Le général de Gaulle dira lui-même qu'en 1940, il avait bien plus que 45 ans, comme tant d'autres personnes qui participèrent au conflit.